# Pacto de Dover

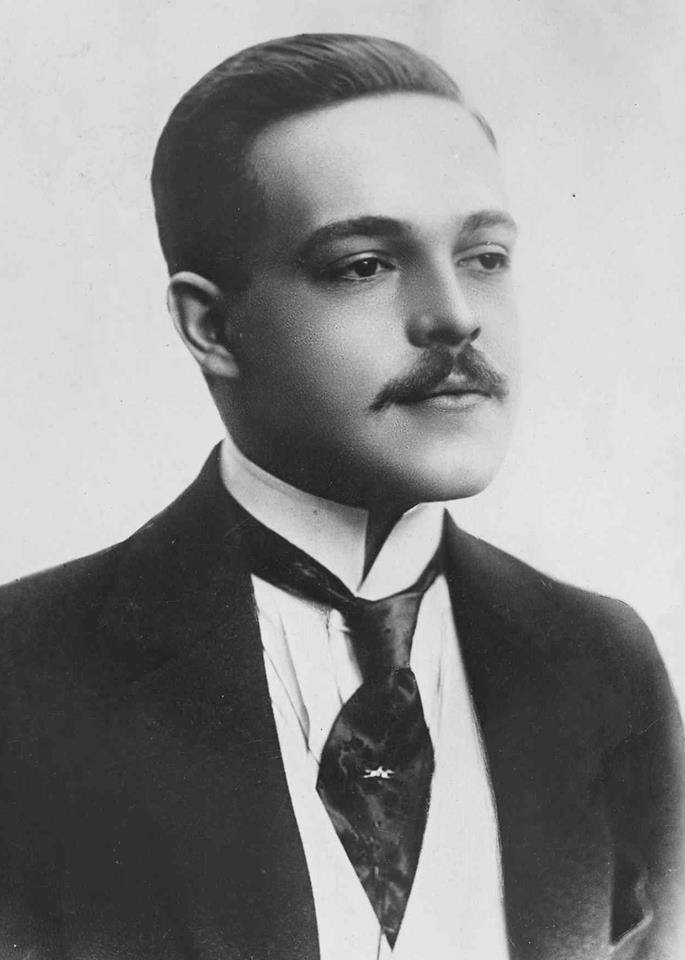
Retrato de D. Manuel II

Pacto de Dover, ou, na sua forma portuguesa, de Dôver, é a designação atribuída a um alegado acordo estabelecido a 30 de Janeiro de 1912 entre o rei D. Manuel II e um seu primo do ramo miguelista banido da sucessão, Miguel Januário de Bragança, no qual, supostamente, este último reconhecia D. Manuel II como legítimo rei de Portugal. Em contrapartida, o monarca português garantia que, no caso de falecer sem descendentes válidos para lhe sucederem nos seus direitos, a sucessão na chefia da Casa Real Portuguesa passaria para o filho de Miguel Januário, Duarte Nuno de Bragança.
De acordo com vários historiadores portugueses este pacto nunca terá existido, não só pela falta de comprovativo documental, mas porque os testemunhos de vários nobres que prestavam serviço ao rei D. Manuel II, deixaram como certo que tudo não passou de uma nova intenção oportunista dos sobreviventes do ramo banido Miguelista.

## Antecedentes

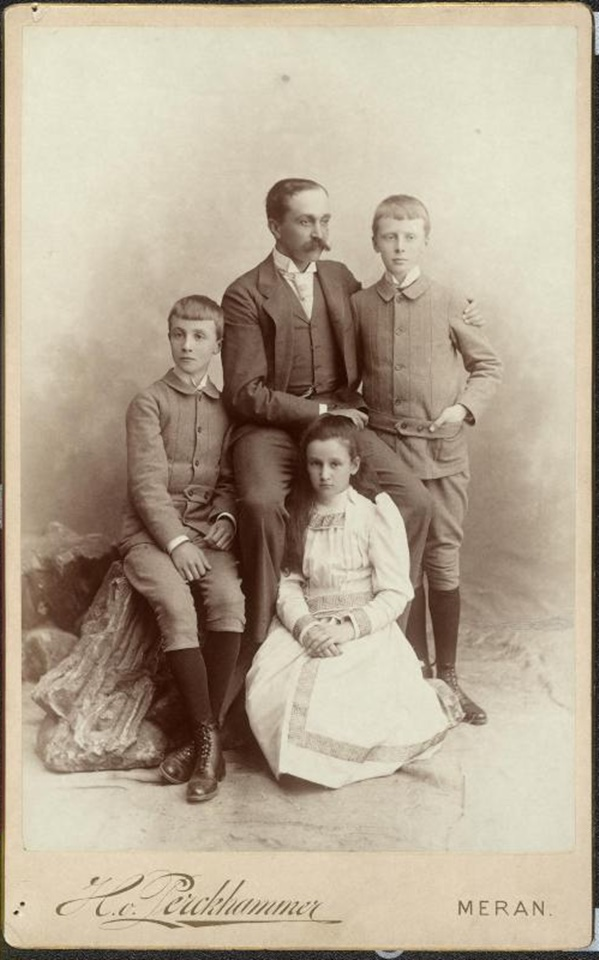
Retrato de Miguel de Bragança e de seus descendentes.

No ano seguinte ao Regicídio de 1908, que vitimou D. Carlos I e o Príncipe Real, D. Luís Filipe de Bragança, terá começado a discutir-se a eventualidade do estabelecimento de um acordo entre os dois ramos em que a família Bragança estava dividida desde a Guerra Civil Portuguesa (1828-1834): o ramo miguelista, que se encontrava no exílio devido à Lei do Banimento, e o Ramo Constitucional ao qual pertencia a Chefia da Casa Ducal e a Coroa de Portugal. Essa reaproximação terá sido facilitada pela receptividade aparente do chefe do ramo banido miguelista, Miguel Januário de Bragança, que terá ficado muito impressionado pelo assassinato dos seus primos e pela subida ao trono do jovem D. Manuel II em circunstâncias tão trágicas. Essa tragédia terá permitido a Miguel Januário enviar ao jovem rei uma sentida mensagem de condolências e a querer tomar providências que contribuíssem para uma alegada reaproximação entre os dois. O monarca português ter-se-á sentido sensibilizado e alegadamente reconheceu a boa vontade e o gesto de solidariedade do seu primo. Contudo, como rei, não teve tempo para mais. Logo no ano seguinte, em 1910, a Implantação da República Portuguesa forçou-o a abandonar, por sua vez, o país, rumo ao exílio no Reino Unido. E foi no exílio que a aproximação entre os primos alegadamente prosseguiu, graças à mediação decisiva de Paiva Couceiro que, entre a primeira e a segunda incursões que comandou na Galiza, fez esforços para unir o maior número possível de monárquicos no esforço que estava a realizar para restaurar a Monarquia.
A estes esforços e a esta aparente concórdia entre primos acrescentam-se o problema de D. Manuel II não ter qualquer filho ou herdeiro que lhe sucedesse como herdeiro da Coroa e do Ducado de Bragança. Foi em todo este contexto que os dois primos alegadamente se encontraram, na cidade inglesa de Dover, e onde alegadamente chegaram a um acordo quanto aos direitos de sucessão e aos diferendos que ainda separavam os dois ramos da família, algo que tem sido amplamente desmentido pelos historiadores e que carece de uma prova documental que sustente tal acto.

## O texto do alegado acordo
O texto do alegado pacto, redigido por Paiva Couceiro em Londres, a 30 de Dezembro de 1911, não ficou registado em acta da reunião entre ambos os primos. Foi apenas publicado posteriormente na imprensa da época, o que tem servido de base aos que contestam a existência do alegado acordo.
Aparte as polémicas contemporâneas, Paiva Couceiro escreveu no seu livro de notas: E pôde assim finalmente fixar-se para 30 de Janeiro [1912] a data do encontro das Reaes Pessoas em Dover e o respectivo protocolo. Vindo de facto a realizar-se n'essa data e logar, uma entrevista a sós, entre El-Rei D. Manuel e seu primo D. Miguel de Bragança, n'uma sala do "Lord Warden Hotel (...) E as assignaturas de El-Rei D. Manuel e do Senhor D. Miguel de Bragança consagraram momentaneamente o Pacto de Dover. O que as notas de Paiva Couceiro não referem é que estiveram também no acto o Visconde de Asseca, que acompanhava D. Manuel II, o Visconde de São João da Pesqueira, que acompanhava Miguel Januário de Bragança, e o próprio Paiva Couceiro, na qualidade de Chefe dos Combatentes, acompanhado por Francisco Pombal. O texto do alegado Pacto de Dover diria o seguinte:
Convencidos de que as dolorosas circunstâncias que Portugal no momento atravessa requerem, de todos os Portugueses de boa vontade, a conjugação de esforços no ideal único da salvação da Pátria; e querendo, pela Nossa parte, concorrer com o exemplo de actos efectivos para formar a cimentação desse espírito, construtivo e desinteressado, de união e de concórdia, tratámos e convencionámos, sob reserva de futuras e definitivas resoluções pelo poder competente das Cortes, um entendimento, nos seguintes termos gerais:
- 1º. O direito d'El-Rei D. Manuel ao trono de Portugal é reconhecido pelo Senhor D. Miguel de Bragança e Sua Família;
- 2º. No caso de faltar El-Rei D. Manuel e Sua Sucessão, e SAR. o Príncipe D. Afonso e Sua Sucessão, o direito ao trono de Portugal pertencerá a SA. o Infante D. Duarte, filho terceiro do Senhor D. Miguel;
- 3º. São restituídos ao Senhor D. Miguel e Sua Família os direitos de Portugueses.
- 4º. São restituídos ao Senhor D. Miguel, Sua Família e seus partidários, o gozo, na forma que se tratar, das suas honras e títulos, sob a cláusula única de que essa restituição não importe encargos para o Tesouro Público.

## Consequências
Para firmar a alegada concórdia alcançada em Dover entre os dois ramos da Casa de Bragança, Miguel Januário de Bragança convidou a rainha D. Amélia e o rei D. Manuel II para serem os padrinhos da sua filha mais nova, Maria Adelaide, nascida em Saint-Jean-de-Luz em 1912. O baptizado foi realizado pouco depois em Fevereiro desse mesmo ano, tendo sido o primeiro acto solene em que estiveram presentes membros dos dois ramos da família, agora aparentemente pacificada. Contudo, os sentimentos fortemente anti-miguelistas de alguns validos de D. Manuel II, como a Marquesa de Rio Maior, apenas terão sido ultrapassados por forte persuasão do monarca. No caso da Marquesa, esta apenas compareceu ao baptizado porque o próprio rei a terá forçado a representar a rainha D. Amélia, que não pôde comparecer pessoalmente.
Maria Pia de Saxe-Coburgo e Bragança afirmou que esse acordo nunca existiu; outro dos mais ferozes adversários desta alegada reconciliação familiar foi o Marquês do Lavradio, que era secretário particular de D. Manuel II na época, e que veiculou a ideia de que, como não havia qualquer acta, o alegado Pacto de Dover "nunca chegou a ser concluído", embora de facto tenha havido um encontro privado entre os primos, num almoço a sós em Dover no qual trocaram cartas protocolares. No entender do Marquês, o acordo não teria sido concluído porque o texto da carta "não era nada do que fora combinado", como afirma no seu livro de memórias. Porém, no parágrafo seguinte, o Marquês contradiz-se, referindo que aquele acordo o "impossibilitava de continuar a ser politicamente pessoa de confiança de Sua Majestade". Assim foi, com efeito, e o Marquês substituído nas suas funções pelo Visconde de Asseca.
A imprensa portuguesa não tardou a publicar o texto do alegado Pacto de Dover. Não houve qualquer reclamação da parte dos primos quanto ao que fora publicado. Pelo contrário, quando a concórdia foi tornada pública, as fileiras dos monárquicos que combatiam contra o regime republicano na Galiza foram rapidamente engrossadas por apoiantes miguelistas, de entre os quais se salientavam os dois filhos de Miguel de Bragança adultos à época. A condessa de Bardi, Aldegundes de Bragança, por seu turno, continuou a angariar armas e munições para os combatentes. Não obstante os esforços, os monárquicos foram militarmente derrotados na segunda incursão, saindo então em grande número para o exílio e ficando sem conteúdo prático o Pacto de Dover. As duas causas monárquicas continuaram a existir mais ou menos separadamente, não pela rivalidade que pudesse haver entre os dois primos mas pela inimizade que havia entre os seus apoiantes. Isso poderá ser constatado posteriormente, em 1922, com um novo alegado acordo entre ambos, o Pacto de Paris, e a sua reacção ao mesmo nomeadamente por parte dos Integralistas.

## Após a morte de D. Manuel II
No dia 2 de Julho de 1932, D. Manuel II morreu inesperadamente em consequência de um edema da glote. Conforme alegadamente acordado em Dover, e dada a aparente ausência de um herdeiro legítimo, os direitos dinásticos e a Chefia da Casa Real Portuguesa passaram a ser reclamados por Duarte Nuno de Bragança, que foi aceite por algumas das organizações monárquicas portuguesas existentes como sendo o novo Duque de Bragança e Chefe da Casa Real Portuguesa. Entre os que mais aplaudiram foram, naturalmente, os que já o reconheciam como tal e que não se reviam na linha constitucional, isto é, os apoiantes do Legitimismo e do Integralismo Lusitano. Para eles, de acordo com a lei de sucessão estabelecida após a Restauração, Duarte Nuno seria o legítimo sucessor de D. Miguel, mesmo sem qualquer pacto. Segundo eles, Duarte Nuno já fora formalmente reconhecido como tal em 1920 pelo Acordo de Bronnbach.
Alguns apoiantes de D. Manuel II alegadamente também terão reconhecido e aclamarado Duarte Nuno, sendo os termos do alegado Pacto de Dover relembrados por ocasião da sua formal aclamação em 1933. Para a Causa de D. Manuel II, foi com base no espírito do Pacto de Dover e na vontade expressa por D. Manuel II e transmitida ao seu Lugar-Tenente, João de Azevedo Coutinho, mas, e sobretudo, no conteúdo dos art.os 86 a 90 da Carta Constitucional (regras de sucessão no trono de Portugal), que se fez a pretensa aclamação de Duarte Nuno como Chefe da Casa de Bragança e herdeiro legítimo do trono de Portugal.

## A contínua contestação
Apesar do consenso generalizado, alguns monárquicos partidários de D. Manuel II (entre os quais o Marquês do Lavradio e Luís de Magalhães) recusaram-se a reconhecer a existência ou validade do alegado Pacto de Dover, bem como a alegada vontade de D. Manuel II. Recusaram-no de acordo com as regras de sucessão estabelecidas na Lei do Banimento, e que indicavam claramente os descendentes do ex-infante D. Miguel seriam para sempre banidos de solo português e do direito à pretensão da coroa portuguesa. Esta recusa tem sido apoiada, recentemente, por alguns historiadores que têm colocado em dúvida o conteúdo exacto do Pacto de Dover baseando-se invariavelmente, de forma directa ou indirecta, nas narrativas dos contestantes.

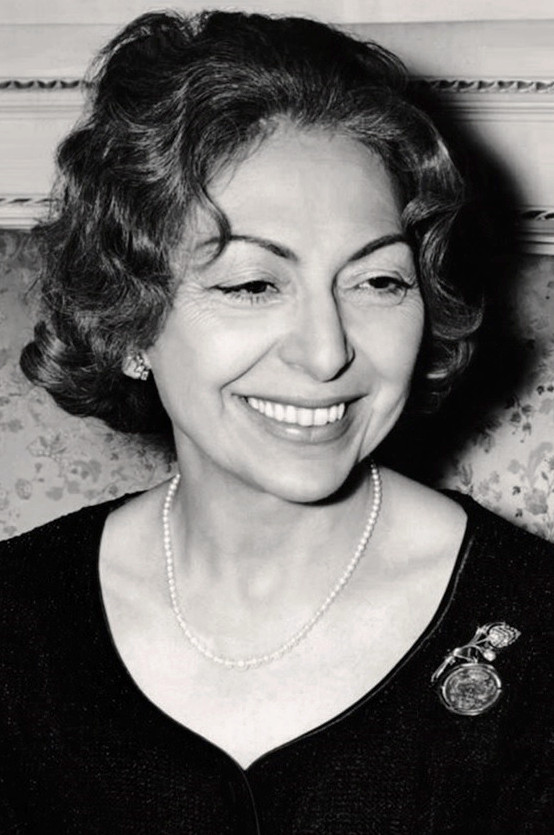
Retrato de D. Maria Pia de Saxe-Coburgo Gotha e Bragança.

Nomeadamente, a contestação ao alegado Pacto de Dover foi mantida por D. Maria Pia de Saxe-Coburgo Gotha e Bragança e pelo seu alegado sucessor dinástico adoptivo, Rosario Poidimani. Maria Pia de Bragança defendeu ser filha natural de D. Carlos I e, portanto, meia-irmã de D. Manuel II, sem que os tribunais portugueses tenham algum dia dado como provada, nem desmentida, plenamente tal filiação. Num dos seus discursos dirigidos aos portugueses, D. Maria Pia de Bragança afirmou quais os motivos pelos quais a existência do Pacto de Dover lhe parecia bastante duvidosa: afirmou então que teria falado pessoalmente com o Rei D. Manuel II em Fulwell Park, Londres, e que este lhe teria explicado que nunca poderia ter realizado um acordo daquela natureza na altura pois não sabia se ia ou não deixar descendência. Contudo, os apoiantes de Duarte Nuno afirmam que, devido a uma relação amorosa que manteve com a atriz francesa Gaby Deslys antes de ser rei, D. Manuel II contraíra sífilis e, devido a essa doença, suspeitava-se, já em 1908, que este pudesse ter ficado infértil, o que teria sido mais uma razão que motivara o alegado acordo.
Quem soube aproveitar o ensejo propiciado por esta magra dissidência monárquica foi o Presidente do Conselho António de Oliveira Salazar, que declarou que D. Manuel II tinha morrido "sem herdeiro nem sucessor", aproveitando para autorizar o regresso dos Braganças a solo português apenas se este incluísse o ramo miguelista, conservador. Paralelamente, com os bens privados da Casa de Bragança, legados por testamento de D. Manuel II aos portugueses, criou a Fundação da Casa de Bragança, pertencente ao Estado. Por morte de D. Augusta Vitória, viúva de D. Manuell II, o pretendente Duarte Nuno iniciaria uma demanda jurídica para que lhe fosse entregue a gestão da Fundação D. Manuel II, laconicamente deixada "ao chefe da Casa de Bragança", sem especificar quem este pudesse ser. Como tal, ficaria dono de praticamente toda uma rua lisboeta, sendo senhorio da sede da PIDE/DGS.